# Lagenaria abyssinica
Lagenaria abyssinica é uma espécie de Lagenaria encontrada na África, China e no Uruguai.

## Sinônimos
Sinônimos aceitos:
- Adenopus abyssinicus Hook.f.